# Élections législatives singapouriennes de 2025
Les élections législatives singapouriennes de 2025 ont lieu le 3 mai 2025 afin d'élire les 97 députés directement élus du Parlement de Singapour.
Au pouvoir depuis l'indépendance du pays, le Parti d'action populaire (PAP) remporte largement le scrutin. Cette victoire permet à son dirigeant, Lawrence Wong, de se maintenir au poste de Premier ministre.

## Contexte
Les élections législatives de 2020 voient la victoire du Parti d'action populaire qui conservent sa majorité absolue des sièges. Le scrutin est considéré pour le parti comme le plus difficile depuis l'indépendance, bien que ce dernier conserve tout de même l'intégralité des circonscriptions électorales à l'exception de trois. Il conservé le GRC de la côte ouest dans une lutte contre le Parti du progrès de Singapour, avec la marge de victoire la plus étroite parmi toutes les divisions électorales, ; sa plus grande marge de victoire a été obtenue dans le GRC voisin de Jurong. Le Parti des travailleurs a remporté le nouveau Sengkang GRC et a conservé Aljunied GRC et Hougang SMC. Ng Chee Meng, ministre au cabinet du Premier ministre et secrétaire général du NTUC qui avait dirigé l'équipe du PAP de Sengkang, était considéré comme la victime politique la plus médiatisée de l'élection.
La quatorzième législature du Parlement est la deuxième plus longue de l'histoire du pays avec quatre ans et huit mois après la huitième législature ; il a également eu le plus grand nombre de séances en un seul mandat avec 162, surpassant les 135 du mandat précédent.

## Système électoral

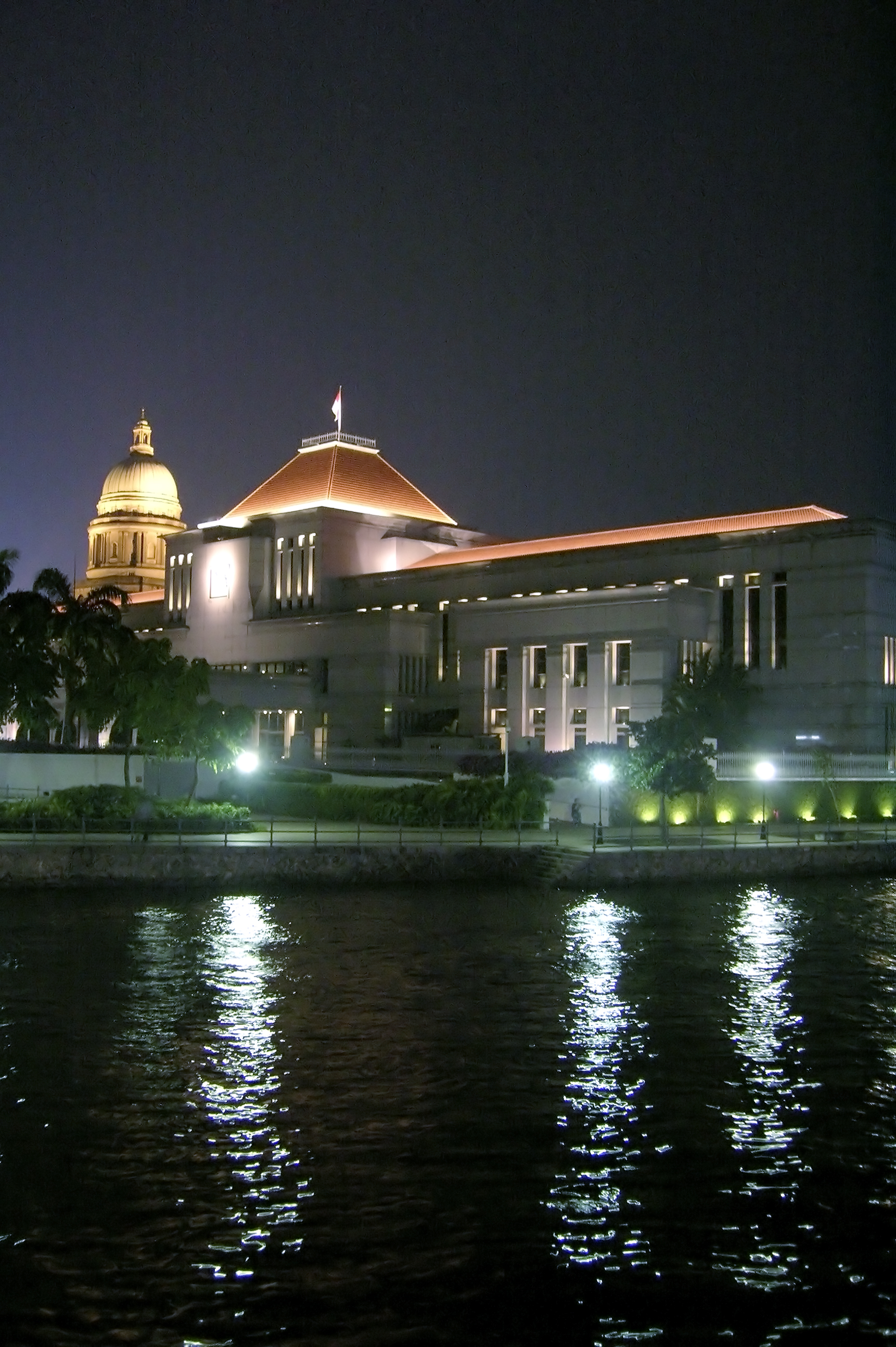
Le bâtiment du parlement, anciennement siège de la Cour suprême.

Singapour est doté d'un Parlement monocaméral composé d'au moins 93 sièges pourvus pour cinq ans, dont 14 au scrutin uninominal majoritaire à un tour dans autant de circonscriptions à siège unique (Single Member Constituency ou SMC), et 79 au scrutin majoritaire plurinominal dans 17 circonscriptions de 4 à 5 sièges. Ces dernières, appelées circonscriptions à représentation groupée (Group Representation Constituency ou GRC), doivent obligatoirement comporter au moins un candidat des minorités malaise ou indienne, ou d'une autre minorité nationale. Les candidats d'une même GRC doivent tous être du même parti politique, ou être tous indépendants. Six GRC comportent quatre sièges chacune, et les onze autres cinq.
Le droit de vote s'acquiert à vingt et un ans. Les électeurs votent pour un seul candidat dans les SMC, ou une liste de candidats dans les GRC. Dans les deux cas, le ou les candidats ayant recueilli le plus de suffrages dans leurs circonscriptions sont déclarés élus.

Circonscriptions électorales.

Aux députés directement élus s'ajoutent jusqu'à douze députés additionnels nommés par un comité de sélection, appelés « Membres du parlement non issus d'une circonscription » (Non-constituency Member of Parliament, NCMP). Ils sont choisis à partir des candidats de l'opposition dits « meilleurs perdants » car ayant obtenu les meilleurs résultats parmi les candidats n'ayant pas réussi à se faire élire. Ces nominations se font dans l'objectif de corriger une trop grande domination du parti au pouvoir. Leur nombre est ainsi directement lié à celui des députés directement élus de l'opposition. Si ces derniers sont plus de douze, aucun NCMP n'est choisi. S'ils sont moins de douze, il est procédé à la nomination d'autant de NCMP que nécessaire pour que le total des élus et des NCMP atteigne douze. Bien que désignés membres du parlement malgré leur échec aux élections, les candidats en question doivent tout de même avoir chacun recueilli un minimum de 15 % des voix dans la circonscription où ils concouraient. Il ne peut également y avoir deux NCMP provenant d'une même GRC, ni au total plus d'un NCMP provenant d'une SMC. Les sièges sont proposés aux candidats en question, qui sont libres de les refuser. Les élections de 2020 sont les premières depuis l'augmentation de neuf à douze du nombre maximum de NCMP à la suite d'une révision de la constitution en janvier 2016.
Enfin, à ce total s'ajoutent un nombre variable de députés nommés par le président de Singapour sur proposition d'un comité parlementaire dédié, pour un maximum de neuf députés. Obligatoirement indépendants, ces députés sont nommés pour la moitié du mandat du parlement, soit deux ans et demi, et visent à apporter davantage de représentativité au parlement. Leurs nomination est ainsi effectuée en dehors des lignes politiques, dans les secteurs des arts et des lettres, de la culture, des sciences, des affaires, de l'industrie et des professions sociales. S'ils peuvent participer aux débats et aux votes du parlement, les députés nommés ne peuvent en revanche voter lors des motions de censure, des votes relatifs au budget ou sur les amendements de la constitution.

## Organisation du scrutin
Les élections sont les dix-neuvièmes à Singapour depuis le premier scrutin en 1948 et la quatorzième depuis l'indépendance du pays en 1965. Pour la première fois depuis les élections de 2001, Lee Hsien Loong ne dirige plus le Parti d'action populaire (PAP) au pouvoir, après que Lawrence Wong lui succède comme Premier ministre le 15 mai 2024 et comme secrétaire général du PAP le 4 décembre de la même année,. Depuis l'indépendance du pays, le PAP a toujours remporté une supermajorité de sièges à chaque élection.
Le 15 avril 2025, la 14e législature du Parlement est dissoute et la date de nomination des candidats est fixée au 23 avril 2025. Le jour du scrutin est fixé au 3 mai 2025.
Le directeur de scrutin pour cette élection est Han Kok Juan, directeur général de l'Autorité de l'aviation civile de Singapour (CAAS). Il s'agit de sa première élection en tant que directeur, après avoir succédé à Tan Meng Dui le 1er avril 2024.

## Résultats
|                          |                                        |           |       |      |        |        |        |               |  |  |  |  |  |  |
| Parti                    | Parti                                  | Voix      | %     | +/–  | Sièges | Sièges | Sièges | +/–           |  |  |  |  |  |  |
| Parti                    | Parti                                  | Voix      | %     | +/–  | Élus   | NCMP   | Total  | +/–           |  |  |  |  |  |  |
|                          | Parti d'action populaire (PAP)         | 1 564 770 | 65,57 | 4,34 | 87     | 0      | 87     | 4             |  |  |  |  |  |  |
|                          | Parti des travailleurs (WP)            | 357 763   | 14,99 | 3,77 | 10     | 2      | 12     | 2             |  |  |  |  |  |  |
|                          | Parti du progrès (PSP)                 | 116 607   | 4,89  | 5,29 | 0      | 0      | 0      | 2             |  |  |  |  |  |  |
|                          | Point rouge uni (RDU)                  | 94 566    | 3,96  | 2,71 | 0      | 0      | 0      | en stagnation |  |  |  |  |  |  |
|                          | Parti démocratique (SDP)               | 88 858    | 3,72  | 0,73 | 0      | 0      | 0      | en stagnation |  |  |  |  |  |  |
|                          | Alliance populaire pour la réforme     | 59 879    | 2,51  | Nv   | 0      | 0      | 0      | en stagnation |  |  |  |  |  |  |
|                          | Alliance démocrate (SDA)               | 29 109    | 1,22  | 0,27 | 0      | 0      | 0      | en stagnation |  |  |  |  |  |  |
|                          | Parti du peuple (SPP)                  | 28 029    | 1,17  | 0,35 | 0      | 0      | 0      | en stagnation |  |  |  |  |  |  |
|                          | Parti uni (SUP)                        | 15 811    | 0,66  | Nv   | 0      | 0      | 0      | en stagnation |  |  |  |  |  |  |
|                          | Parti du pouvoir au peuple (PPP)       | 15 494    | 0,65  | 0,35 | 0      | 0      | 0      | en stagnation |  |  |  |  |  |  |
|                          | Parti de la solidarité nationale (NSP) | 3 121     | 0,13  | 3,62 | 0      | 0      | 0      | en stagnation |  |  |  |  |  |  |
|                          | Indépendants                           | 12 445    | 0,52  | 0,49 | 0      | 0      | 0      | en stagnation |  |  |  |  |  |  |
|                          |                                        |           |       |      |        |        |        |               |  |  |  |  |  |  |
| Votes valides            | Votes valides                          | 2 386 452 | 98,24 |      |        |        |        |               |  |  |  |  |  |  |
| Votes blancs et nuls     | Votes blancs et nuls                   | 42 829    | 1,76  |      |        |        |        |               |  |  |  |  |  |  |
| Total                    | Total                                  | 2 429 281 | 100   | –    | 97     | 2      | 99     | 4             |  |  |  |  |  |  |
| Abstention               | Abstention                             | 197 745   | 7,53  |      |        |        |        |               |  |  |  |  |  |  |
| Inscrits / participation | Inscrits / participation               | 2 627 026 | 92,47 |      |        |        |        |               |  |  |  |  |  |  |